# Disillusioned (A Perfect Circle)
Disillusioned è un singolo del gruppo musicale statunitense A Perfect Circle, pubblicato il 1º gennaio 2018 come secondo estratto dal quarto album in studio Eat the Elephant.

## Descrizione
Disillusioned  nasce come demo dal titolo Dreams, scritto dal chitarrista Billy Howerdel all'indomani della morte di Robin Williams, ispirato dal concetto di «attraversare l'inferno per il proprio amore» del film Al di là dei sogni.

Distante per diversi aspetti dal precedente The Doomed, il brano è composto da parti lente e riflessive dove la voce è accompagnata esclusivamente da pianoforte e strumentazione scarsa, alternate ad altre più evolute dinamicamente che ne condividono la natura malinconica. Riguardo alla scelta di queste sonorità, il frontman Maynard James Keenan ha spiegato:
Il testo, invece, a detta di Howerdel, «parla di una riconnessione e di un nuovo inizio per l'anno che viene». Con Keenan che ha proseguito specificando che il brano parla di una cultura dove ogni programma a lungo termine è stato sostituito da un futile tentativo di appagamento immediato. A detta della critica musicale, il gruppo con il testo ha voluto lanciare una critica alla società moderna, ridotta all'utilizzo ossessivo degli smartphone e dei social network.
Disillusioned, oltre ad essere stato distribuito digitalmente, è stato pubblicato il 9 marzo 2018 in edizione limitata in formato picture disc avente come lato A The Doomed.

## Video musicale
Il video del brano, diretto da Alex Howard e girato in bianco e nero, mostra delle persone intente a guardare i loro smartphone in un ambiente buio, completamente estraniate dalla realtà. Quando una ragazza esce all'esterno, incontra delle persone in cerchio in un campo ed inizia ad interagire, il video diventa a colori. Nel finale la ragazza spinge i "prigionieri" ad uscire insieme a lei, in una metafora del mito della caverna di Platone.

## Tracce
Testi e musiche di Billy Howerdel e Maynard James Keenan.
Download digitale, streaming
1. Disillusioned – 5:53

10" – The Doomed/Disillusioned
- Lato A

1. The Doomed – 4:41

- Lato B

1. Disillusioned – 5:53

## Formazione
Hanno partecipato alle registrazioni, secondo le note di copertina di Eat the Elephant:
Gruppo
- Maynard James Keenan – voce
- Billy Howerdel – strumentazione

Altri musicisti
- The APC Drum Orchestra – batteria orchestrale
  - Jeff Friedl
  - Matt Chamberlain
  - Isaac Carpenter
  - Dave Sardy

Produzione
- Dave Sardy – produzione, missaggio
- Billy Howerdel – produzione, ingegneria del suono aggiuntiva
- Maynard James Keenan – produzione
- Stephen Marcussen – mastering
- Jim Monti – ingegneria del suono
- Cameron Barton – ingegneria del suono secondaria, ingegneria del suono aggiuntiva
- Mat Mitchell – ingegneria parti vocali
- Smiley Sean – ingegneria del suono aggiuntiva
- Justin McGrath – ingegneria del suono aggiuntiva
- Jeremy Tomlinson – assistenza tecnica
- Geoff Neal – assistenza tecnica
- Zack Zajdel – assistenza tecnica

## Classifiche
| Classifica (2018)                | Posizione massima |
| -------------------------------- | ----------------- |
| Stati Uniti (rock & alternative) | 21                |